# Liste der längsten Bahnbrücken in Deutschland
Die Listen enthalten Eisenbahnbrücken und Hochbahnviadukte in Deutschland mit einer Gesamtlänge von mindestens 1000 Metern oder mit einer Stützweite von mindestens 150 Metern, die bestehen, einmal bestanden haben oder in Bau sind.

## Hochbahnviadukte
| Viadukt                           | Länge in km | Strecke                            | Lage              | Jahr der Fertigstellung |
| --------------------------------- | ----------- | ---------------------------------- | ----------------- | ----------------------- |
| Transrapid-Versuchsanlage Emsland | ≈ 31,8      |                                    | Landkreis Emsland | 1983                    |
| Wuppertaler Schwebebahn           | 13,3        | Vohwinkel–Oberbarmen               | Wuppertal         | 1901                    |
| Berliner Stadtbahn                | 11,3        | Ostbahnhof–Charlottenburg          | Berlin            | 1882                    |
| Berliner U-Bahn-Linie 1           | 6,0         | Warschauer Straße–Kurfürstenstraße | Berlin            | 1902                    |
| Berliner U-Bahn-Linie 2           | 2,5         | Potsdamer Platz–Wittenbergplatz    | Berlin            | 1902                    |
| Hamburger U-Bahn-Linie 3          | ≈ 1,7       | Rathaus–Landungsbrücken            | Hamburg           | 1912                    |

## Eisenbahnbrücken sortiert nach Gesamtlänge
| Brücke                          | Länge in m | größte Stützweite in m | Strecke                               | Lage                 | Jahr der Fertig- stellung |
| ------------------------------- | ---------- | ---------------------- | ------------------------------------- | -------------------- | ------------------------- |
| Saale-Elster-Talbrücke          | 8614       | 115                    | Neubaustrecke Erfurt–Leipzig/Halle    | Halle                | 2013                      |
| Unstruttalbrücke                | 2668       | 116                    | Neubaustrecke Erfurt–Leipzig/Halle    | Karsdorf             | 2012                      |
| Rendsburger Hochbrücke          | 2486       | 140                    | Bahnstrecke Neumünster–Flensburg      | Rendsburg            | 1913                      |
| Hochbrücke Hochdonn             | 2218       | 143                    | Marschbahn                            | Hochdonn             | 1920                      |
| Rheinbrücke Wesel a             | 1950       | 104                    | Bahnstrecke Haltern–Venlo             | Wesel                | 1874                      |
| Ilmtalbrücke                    | 1681       | 175                    | Schnellfahrstrecke Nürnberg–Erfurt    | Langewiesen          | 2011                      |
| Fuldatalbrücke Solms            | 1628       | 44                     | Schnellfahrstrecke Hannover–Würzburg  | Niederaula           | 1988                      |
| Fuldatalbrücke Morschen         | 1450       | 116                    | Schnellfahrstrecke Hannover–Würzburg  | Morschen             | 1989                      |
| Maintalbrücke Veitshöchheim     | 1280       | 162                    | Schnellfahrstrecke Hannover–Würzburg  | Veitshöchheim        | 1987                      |
| Leinachtalbrücke                | 1232       | 44                     | Schnellfahrstrecke Hannover–Würzburg  | Zellingen            | 1986                      |
| Bartelsgrabentalbrücke          | 1160       | 58                     | Schnellfahrstrecke Hannover–Würzburg  | Zellingen            | 1986                      |
| Geratalbrücke Ichtershausen     | 1121       | 58                     | Schnellfahrstrecke Nürnberg–Erfurt    | Ichtershausen        | 2001                      |
| Grümpentalbrücke                | 1104       | 270                    | Schnellfahrstrecke Nürnberg–Erfurt    | Grümpen              | 2011                      |
| Containerbahnhofbrücke Mannheim | 1100       | 25                     | Schnellfahrstrecke Mannheim–Stuttgart | Mannheim             | 1978                      |
| Auetalbrücke                    | 1056       | 44                     | Schnellfahrstrecke Hannover–Würzburg  | Kreiensen            | 1987                      |
| Enztalbrücke                    | 1044       | 58                     | Schnellfahrstrecke Mannheim–Stuttgart | Vaihingen an der Enz | 1989                      |
| Elbebrücke Wittenberge          | 1030       | 86                     | Bahnstrecke Magdeburg–Wittenberge     | Wittenberge          | 1987                      |
| Südbrücke                       | 1028       | 107                    | Rhein-Main-Bahn                       | Mainz                | 1949                      |
| Hindenburgbrücke a              | 1027       | 169                    | Rechte Rheinstrecke                   | Rüdesheim am Rhein   | 1915                      |
| Füllbachtalbrücke               | 1012       | 63                     | Schnellfahrstrecke Nürnberg–Erfurt    | Grub am Forst        | 2012                      |
| Gänsebachtalbrücke              | 1001       | 24,75                  | Neubaustrecke Erfurt–Leipzig/Halle    | Buttstädt            | 2012                      |

## Eisenbahnbrücken sortiert nach Stützweite
| Brücke                              | größte Stützweite in m | Konstruktion                    | Strecke                                            | überspannt          | Lage                     | Jahr der Fertig- stellung |
| ----------------------------------- | ---------------------- | ------------------------------- | -------------------------------------------------- | ------------------- | ------------------------ | ------------------------- |
| Grümpentalbrücke                    | 270                    | Bogenbrücke                     | Schnellfahrstrecke Nürnberg–Erfurt                 | Grümpen             | Grümpen                  | 2011                      |
| Talbrücke Froschgrundsee            | 270                    | Bogenbrücke                     | Schnellfahrstrecke Nürnberg–Erfurt                 | Froschgrundsee      | Rödental                 | 2010                      |
| Hammer Eisenbahnbrücke              | 250                    | Stabbogenbrücke                 | Bahnstrecke Mönchengladbach–Düsseldorf             | Rhein               | Düsseldorf               | 1987                      |
| Fehmarnsundbrücke b                 | 248                    | Netzwerkbogenbrücke             | Vogelfluglinie                                     | Fehmarnsund         | Großenbrode              | 1963                      |
| Maintalbrücke Nantenbach            | 208                    | Fachwerkverbundbrücke           | Nantenbacher Kurve                                 | Main                | Neuendorf (Unterfranken) | 1993                      |
| Duisburg-Hochfelder Eisenbahnbrücke | 189                    | Fachwerkbrücke                  | Bahnstrecke Duisburg–Rheinhausen                   | Rhein               | Duisburg                 | 1927                      |
| Urmitzer Eisenbahnbrücke            | 188                    | Fachwerkbrücke                  | Rechte Rheinstrecke                                | Rhein               | Koblenz                  | 1954                      |
| Hochbrücke Grünental b              | 187                    | Fachwerkbrücke                  | Bahnstrecke Neumünster–Heide                       | Nord-Ostsee-Kanal   | Beldorf                  | 1986                      |
| Haus-Knipp-Eisenbahnbrücke          | 186                    | Fachwerkbrücke                  | Bahnstrecke Duisburg–Moers                         | Rhein               | Duisburg                 | 1912                      |
| Ilmtalbrücke                        | 175                    | Bogenbrücke                     | Schnellfahrstrecke Nürnberg–Erfurt                 | Ilm                 | Langewiesen              | 2011                      |
| Rheinbrücke Maxau                   | 175                    | Fachwerkbrücke                  | Bahnstrecke Neustadt an der Weinstraße–Wissembourg | Rhein               | Wörth                    | 1991                      |
| Müngstener Brücke                   | 170                    | Bogenbrücke                     | Bahnstrecke Solingen–Remscheid                     | Wupper              | Remscheid, Solingen      | 1897                      |
| Hindenburgbrücke a                  | 169                    | Fachwerkbogenbrücke mit Zugband | Rechte Rheinstrecke                                | Rhein               | Rüdesheim am Rhein       | 1915                      |
| Hohenzollernbrücke                  | 168                    | Fachwerkbogenbrücke mit Zugband | Bahnstrecke Köln–Duisburg                          | Rhein               | Köln                     | 1911                      |
| Neue Niederräder Brücke             | 168                    | Stabbogenbrücke                 | S-Bahn Rhein-Main                                  | Main                | Frankfurt am Main        | 1978                      |
| Kölner Südbrücke                    | 165                    | Fachwerkbogenbrücke mit Zugband | Rechte Rheinstrecke                                | Rhein               | Köln                     | 1910                      |
| Oelzetalbrücke                      | 165                    | Bogenbrücke                     | Schnellfahrstrecke Nürnberg–Erfurt                 | Oelzetal            | Altenfeld                | 2011                      |
| Massetalbrücke                      | 165                    | Bogenbrücke                     | Schnellfahrstrecke Nürnberg–Erfurt                 | Massetal            | Oelze                    | 2012                      |
| Rheinbrücke Speyer a b              | 163                    | Fachwerkbrücke                  | Bahnstrecke Heidelberg–Speyer                      | Rhein               | Speyer                   | 1938                      |
| Hochbrücke Levensau b               | 163                    | Bogenbrücke                     | Bahnstrecke Kiel–Flensburg                         | Nord-Ostsee-Kanal   | Kiel                     | 1894                      |
| Maintalbrücke Veitshöchheim         | 162                    | Bogenbrücke                     | Schnellfahrstrecke Hannover–Würzburg               | Main                | Veitshöchheim            | 1987                      |
| Talbrücke Truckenthal               | 161                    | Bogenbrücke                     | Schnellfahrstrecke Nürnberg–Erfurt                 | Truckenthaler Grund | Schalkau                 | 2011                      |
| Mainbrücke Hanau                    | 160                    | Stabbogenbrücke                 | S-Bahn Rhein-Main                                  | Main                | Hanau                    | 1994                      |
| Elbebrücke Wittenberg               | 157                    | Stabbogenbrücke                 | Bahnstrecke Berlin–Halle                           | Elbe                | Wittenberg               | 2000                      |
| Ludendorff-Brücke a                 | 156                    | Fachwerkbogenbrücke mit Zugband | Verbindung Rechte und Linke Rheinstrecke           | Rhein               | Erpel, Remagen           | 1919                      |